# Charles de La Rochefoucauld
Charles de La Rochefoucauld (1520 – 1583) è stato un militare francese.

## Biografia
Nacque nel 1520, secondo figlio di Antoine de La Rochefoucauld (1471-1537), signore di Barbezieux, e di Antoinette d'Amboise.
Nobile affermato della Casa del Re , capitano di cinquanta cavalieri pesantemente armati. Il 20 luglio 1532 fu nominato governatore dell'Ile-de-France , poi il 12 marzo 1533 governatore di Parigi. Dopo la morte del fratello maggiore Gilbert nel 1544, divenne Gran Siniscalco di Guienne. Il 14 giugno 1553 ha condiviso i possedimenti con suo fratello Antoine, signore di Chaumont-sur-Loire.
Noto condottiere, durante l'insurrezione del 1548 Charles de La Rochefoucauld seppe mantenere l'ordine e la pace nel suo paese con fermezza. Al termine dei disordini e quando la guarnigione di Saintes, comandata dal conte di Vieilleville, conquistò la stima di tutti gli abitanti di questa città, La Rochefoucauld si distinse tra la nobiltà che circondava il capitano.
Nel 1568 fu nominato viceré generale di Champagne e Brie.
Divenne famoso per il seguente aneddoto: nel 1579, chiamato a enumerare i suoi titoli per ottenere il collare dell'Ordine dello Spirito Santo creato due anni prima, Charles de la Rochefoucauld ricordò solo le sue gesta d'armi contro eserciti stranieri e compiute sotto i re precedenti. Enrico III di Francia riconobbe che fossero atti brillanti, ma tutti estranei al suo regno. Il valoroso guerriero rispose allora: "i nostri successi furono allora contro gli inglesi e gli spagnoli, e ne vado fiero; ma da allora, a Saint-Denis, a Dreux, a Jarnac, a Montcontour, abbiamo visto 80.000 francesi divisi in due campi: fratelli si combattevano; la mia bocca deve nascondere tali gesta d'armi e non annoverarle tra i servizi resi alla patria».
Morì nel 1583.

## Discendenza
Sposò nel 1545 Françoise de Chabot, dalla quale ebbe 3 figlie:
- Francesca, signora di Barbezieu; il 21 gennaio 1578 sposò il marchese Claude d'Epinay;
- Antonietta, signora di Linières, sposata per contratto il 19 febbraio 1577 con Antoine de Brichanteau, figlio di Nicolas de Brichanteau e Jeanne d'Aguerre. Aveva una dote di 30.000  sterline, con la baronia di Linières, del valore di 4.000 sterline di reddito da torneo e riscattabile per volontà di suo padre e sua madre al prezzo di 100.000  sterline. Morì il 5 maggio 1627;
- Carlotta (? - † 1603), signora di Vandevr; l'8 novembre 1589 sposò Francois de Bar